# سوگیری خودمحور
سوگیری خودمحور (به انگلیسی: Egocentric bias) گرایش به ارزش‌گذاری بیش از اندازه بر رفتارها، تفکرات، برداشت‌ها و اعتقادات شخصی خود در برابر واقعیت است. طبعاً در این حالت شخص، اعتمادی بیش از اندازه به خود در برابر دیگران دارد و به نوعی دچار خودشیفتگی دربرداشت‌ها می‌شود که باعث گرایش دارای سوگیری نسبت به همه مسائلی است که از خودش صادر شده‌است. در اینجا شخص مسائل را به سمتی تعبیر می‌کند که به نحوی مورد تأیید اولیه خودش بوده‌است که لزوماً با واقعیت مطابق نیست.